# Sulcosticta viticula
Sulcosticta viticula – gatunek ważki z rodziny Platystictidae. Endemit Filipin; znany tylko z dwóch okazów (samca i samicy) odłowionych w 1997 roku w górach Zambales w środkowo-zachodniej części wyspy Luzon. Miejsce typowe podlega intensywnemu wylesianiu przez człowieka, dlatego IUCN uznaje ten gatunek ważki za krytycznie zagrożony wyginięciem.
Wymiary
- Samiec (holotyp): długość odwłoka (wraz z przydatkami analnymi) – około 26 mm, długość tylnego skrzydła – 17 mm[2].
- Samica (paratyp): długość odwłoka – 29 mm, długość tylnego skrzydła – 18 mm[2].